# Bernard Bober
Pour les articles homonymes, voir Bober.
Bernard Bober est né le 3 novembre 1950 à Zbudské Dlhé. Il a été nommé archevêque de l'archidiocèse de Košice le 4 juin 2010 par le pape Benoît XVI.

## Carrière
Il fut ordonné prêtre le 8 juin 1974. Il fut chapelain à Humenné, Snina et Zborov puis curé de paroisse à Kecerovce de 1978 à 1990 et à partir de 1991, doyen de Humenné. Depuis 1991, il fut vicaire général de l'archidiocèse de Košice et nommé évêque auxiliaire le 28 décembre 1992 par Jean-Paul II. Il est depuis le 4 juin 2010 archevêque de Košice.